# Aymoreana
Aymoreana, novi biljni rod u porodici primogovki smješten u potporodicu Nelsonioideae. Jedina vrsta je brazilski endem A. nitida.

## Etimologija
Ime roda dolazi po Indijancima Aymore.

## Opis
Rod je opisan u Syst. Bot. 46(1): 213, 2021. Vrsta koja je prethodno obrađena u Staurogyne (S. nitida) uzdignuta je u kategoriju novog roda Acanthaceae, potporodice Nelsonioideae, na temelju morfoloških i molekularnih podataka. Jedina vrsta, Aymoreana nitida, javlja se u Atlantskim šumama istočnog Brazila, od južne Bahije do sjevernog Espírito Santa. Aymoreana se razlikuje od ostalih rodova Nelsonioideae kombinacijom čaške s podjednakim segmentima, blago zigomorfnog vjenčića, četiri didinamična prašnika i asimetričnog gineceja. Morfološke informacije popraćene su molekularnim filogenetskim stablom, ekološkim podacima, preliminarnom procjenom očuvanja i ilustracijama.

## Sinonimi
- Staurogyne nitida (Rchb.f.) Braz & T.F.Daniel; Phytotaxa 374(1): 97 (2018)
- Ebermaiera nitida Rchb.f.; Gard. Chron. n. s. 11: 812 (1879)
- Staurogyne carvalhoi S.R.Profice; Bradea, 8(33): 203 (2000)